# Kapellet (Almqvist)
Kapellet är en novell av Carl Jonas Love Almqvist. Den ingår i band IX av den så kallade duodesupplagan av Törnrosens bok, vilket utkom 1838. Novellen utspelar sig i sydsvensk fiskarmiljö under en dag, och skildrar hur en pastorsadjunkt kommer till en ö utanför Södra Möre för att hålla sin första predikan.